# Menjagrà de gorja castanya
El menjagrà de gorja castanya (Sporophila telasco) és un ocell de la família dels tràupids (Thraupidae).

## Hàbitat i distribució
Habita matolls i terres de conreu, a les terres baixes de la costa del Pacífic del sud-oest de Colòmbia, nord-oest de l'Equador, cap al sud, fins al nord-oest de Xile i nord-est del Perú.